# حواء في التاريخ (مسلسل)
حواء في التاريخ هو مسلسل يتناول فيه شخصيات نسائية عرفت عبر التاريخ وانطبعت في الذاكرة لما تحمله من تاريخ نضال، وإنسانية، وحب، ووطنية. خفايا حياة هذه الشخصيّات، معاناتهن، أبرز المحطات والحقبات التي مررن بها، في حلقات منفصلة يروي قصة حياة كل واحدة منهن.

## بطولة
- كارول سماحة:كليوباترا
- نيكول سابا: ولادة بنت المستكفي
- سيرين عبد النور:شهرزاد
- جومانا مراد:زنوبيا
- نادين الراسي:نفرتيتي
- ريتا برصونا:اليسار
- جوزيف بو نصار:(لونجين / المستكفي بالله)
- يوسف الخال:شهريار
- إلسا زغيب
- يورغو شلهوب
- رانيا عيسى
- فادي إبراهيم:قيصر روما
- طوني عاد

- إخراج: محمد رجب
- تأليف: كلوديا مرشليان
- إنتاج: قناة ال بي سي
- مدير الإنتاج: وليد حبال